# Aspley (Staffordshire)
Aspley – przysiółek w Anglii, w hrabstwie Staffordshire. Leży 4,4 km od miasta Eccleshall, 14,4 km od miasta Stafford i 214,2 km od Londynu. W latach 1870–1872 miejscowość liczyła 30 mieszkańców. Aspley jest wspomniana w Domesday Book (1086) jako Haspeleia.